# Saint-Girons-d'Aiguevives
Saint-Girons-d'Aiguevives is een gemeente in het Franse departement Gironde (regio Nouvelle-Aquitaine). De plaats maakt deel uit van het arrondissement Blaye. Saint-Girons-d'Aiguevives telde op 1 januari 2022 966 inwoners.

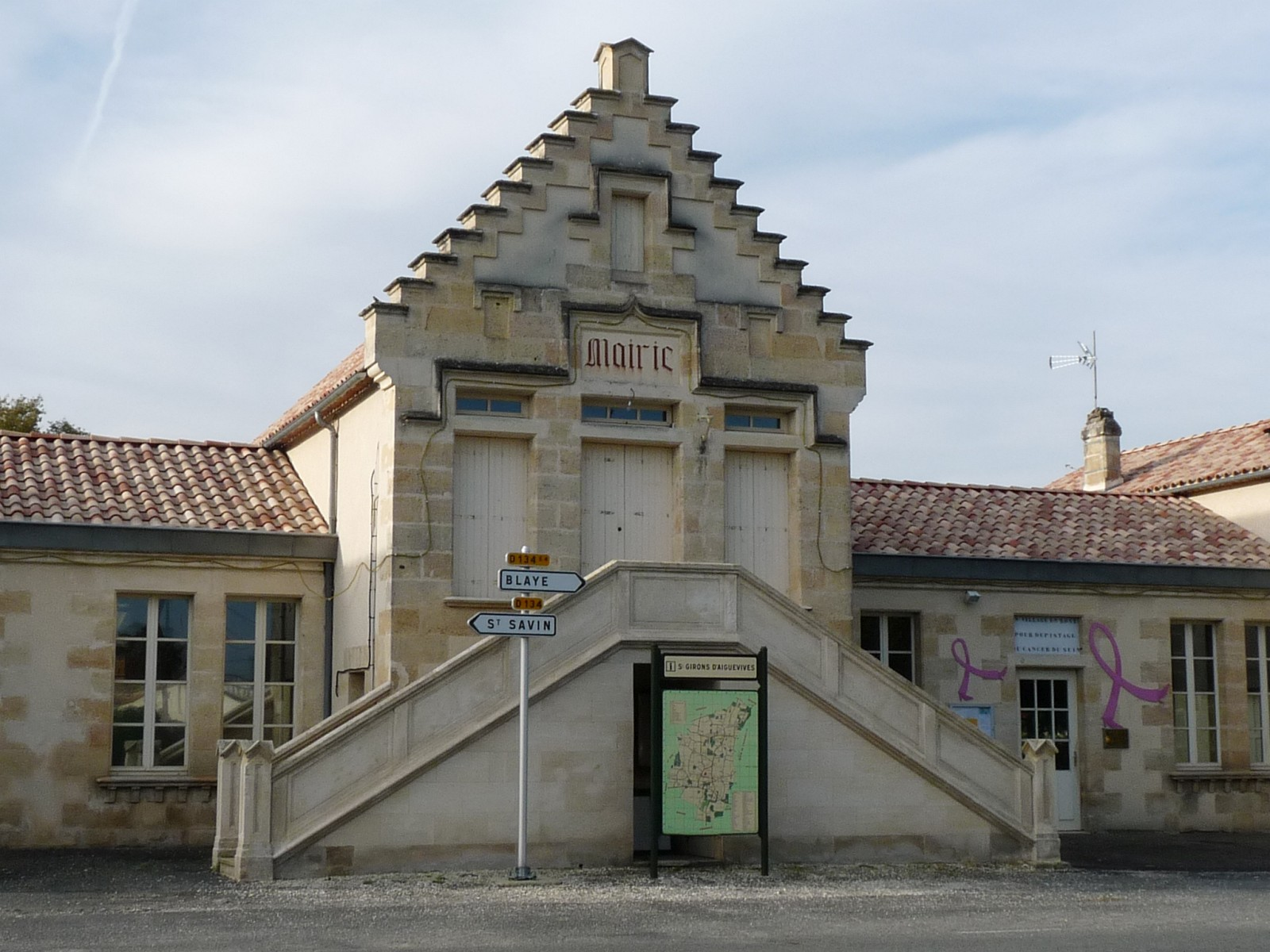
Gemeentehuis
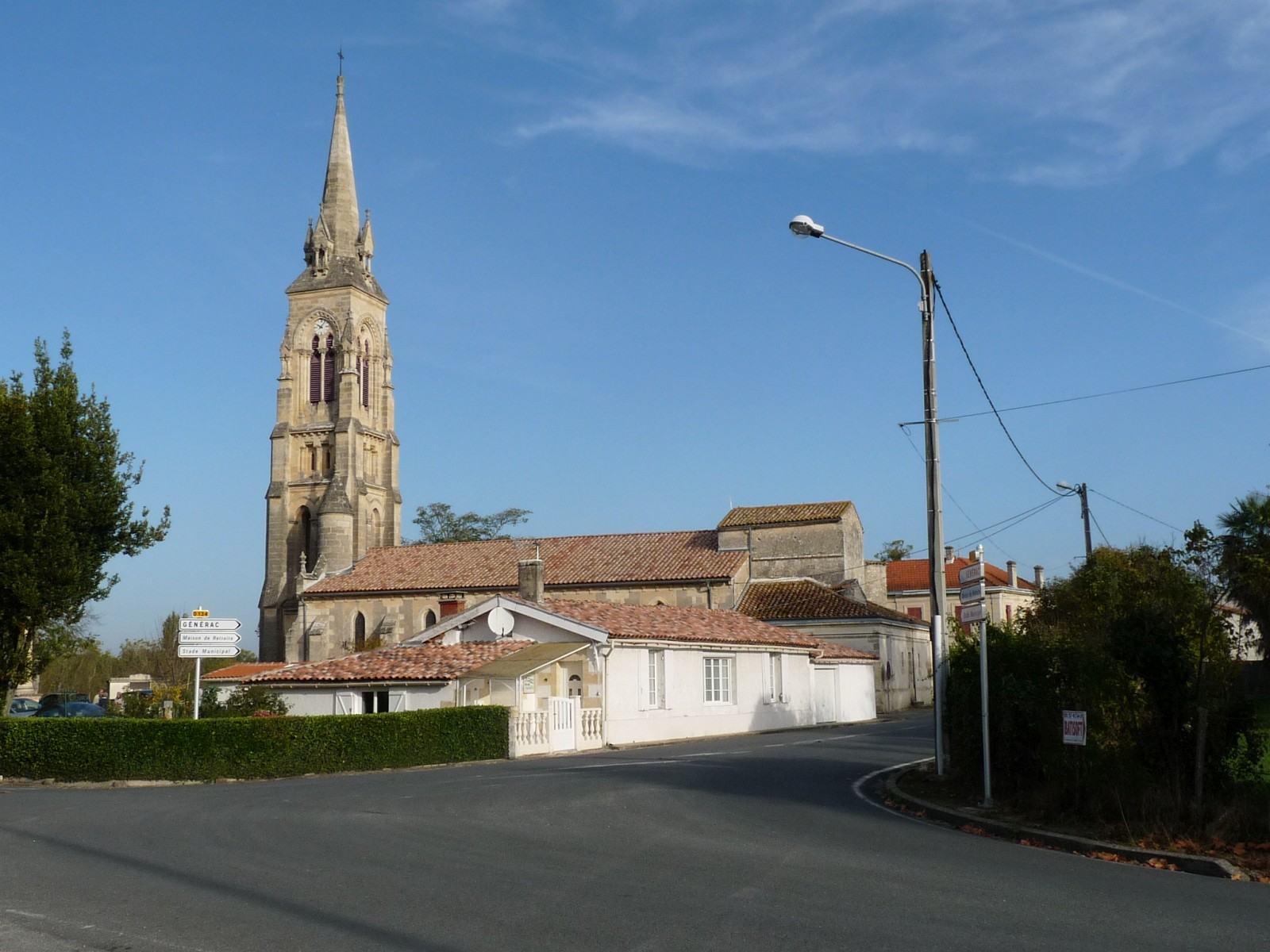
Kerk van Saint-Girons-d'Aiguevives

## Geografie
De oppervlakte van Saint-Girons-d'Aiguevives bedroeg op 1 januari 2022 11,94 vierkante kilometer; de bevolkingsdichtheid was toen 80,9 inwoners per km².

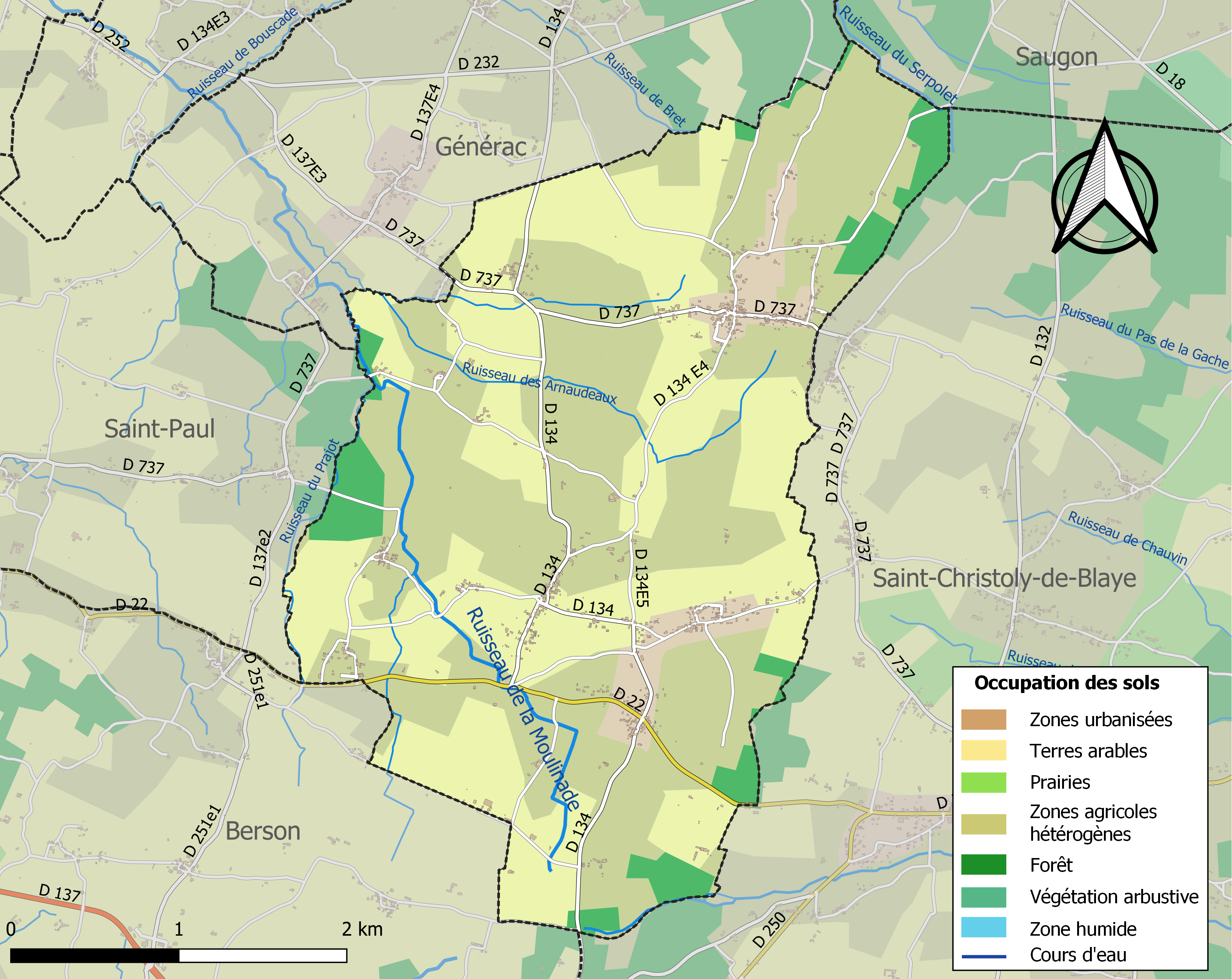
Kaart van de gemeente met belangrijkste infrastructuur, bodemgebruik en omliggende gemeenten

## Demografie
Onderstaande figuur toont het verloop van het inwonertal (bron: INSEE-tellingen).